# Casas del Soto (Ademuz)

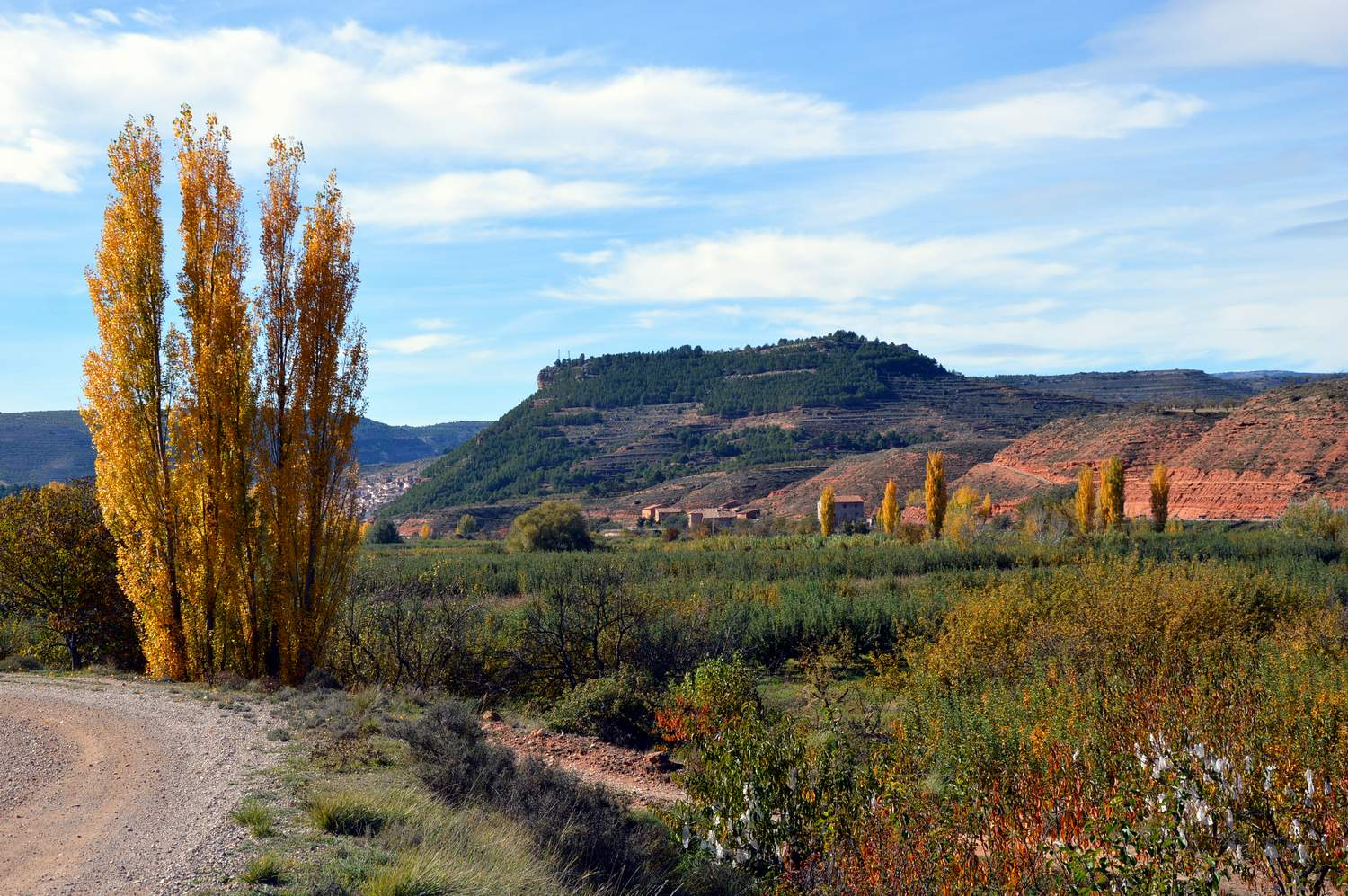
Vista general de la vega del Turia, con las «Casas del Soto» a la derecha y la villa de Ademuz (Valencia) al fondo, tras el Pico Castro (897 m), año 2015.

Las Casas del Soto (lugar también conocido como Masía del Soto, o simplemente El Soto), es un caserío en despoblado, ubicado en el término municipal de Ademuz, provincia de Valencia (Comunidad Valenciana, España).

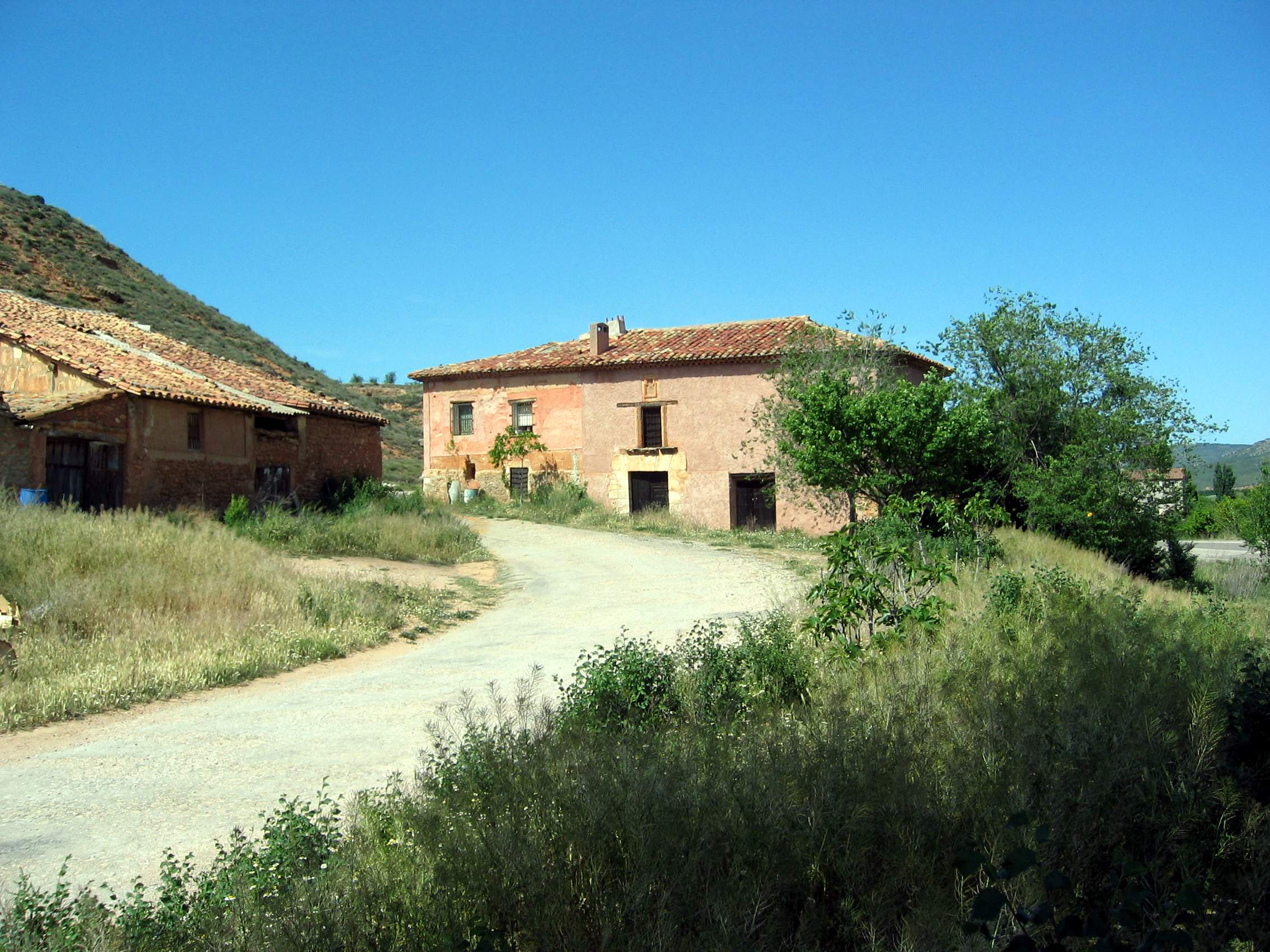
Vista general de la Casa Grande del Soto, Ademuz (Valencia), con detalle de la antigua carretera.

Dicho caserío está en la actualidad habitado por una familia, formando parte del poblamiento disperso del Rincón de Ademuz, junto a otros que hubo ataño en Ademuz (Altamira, Casas de la Balsa, Casas de Guerrero, El Sotillo, y el Molino de los Cuchillos), Castielfabib (Casa Aurel, Casa del Mojón, Casa Molina, ambos Colladillos -el de Arriba y el de Abajo-, Las Monjas, Las Tóvedas –de Arriba y de Abajo-, La Veintena, y el Molino del Barranco Hondo), Puebla de San Miguel (El Pomar, La Masada, Masada de los Boteros, Masada de don Joseph Soriano y Montoya, y Masada de Sandalinas), en Torrebaja (Molino de San José o de Arriba y el Molino de Abajo, también conocido como "del Señor" o "del Mayorazgo") y Vallanca (La Veguilla, también conocida como "San Juan de la Veguilla"), entre otros lugares, cuyas fincas laboraban aparceros o renteros de los antiguos mayorazgos o propietarios. Algunos de estos lugares han desaparecido, otros se hallan en estado ruinoso o en situación de abandono, solo El Soto está habitado de forma permanente por una familia desde hace unos años.

## Historia
Existen noticias históricas acerca de este lugar, al menos desde el siglo XVII: el historiador valenciano Gaspar Juan Escolano (1560-1619) dice en sus Décadas (1610-1611) que posee 10 casas habitadas, tendencia que se mantuvo durante toda la centuria, pues a finales del mismo siglo el autor chelvano Vicente Mares Martínez (1680) le asigna también 10 casas: 

«Tiene (Ademuz) por aldeas al Más del Soto, con 10 casas y a Sesga con 18, las casas del río alta y baja, entrambas con 50 casas, orillas del río Turia».
La Fénix Troyana, Vicente Mares Martínez

 El geógrafo Tomás López, a finales del siglo XVIII le asigna 3 casas a «El Soto», lugar al que define como «masía». Dicha cifra coincide con el Nomenclátor de población (1860), que sesenta años después le atribuye el mismo número de casas habitadas. El hecho de que la población no se consolidase en el lugar puede atribuirse, entre otras razones, a la proximidad a la villa de Ademuz. Sí se consolidaron otros núcleos del municipio, como Casas Altas y Casas Bajas (Valencia): aunque inicialmente en situación similar a la masía del Soto, acabaron constituyéndose en municipios independientes. Otro tanto sucedió con las aldeas de Mas del Olmo, Sesga y Val de la Sabina, que dadas las favorables condiciones de las tierras de cultivo y su lejanía respecto de la villa también afirmaron su población, aunque permanecieron como aldeas. 
En el conjunto del caserío de El Soto destaca una edificación popularmente conocida como «Casa de la Inquisición», en cuyo frontis puede leerse el año de su fábrica, 1661. Se desconoce la vinculación que dicha construcción pudo tener con el Tribunal del Santo Oficio, pero consta por testimonios que en la hornacina que hay en la parte alta de la fachada, bajo el alero, había unos ladrillos de cerámica con una inscripción alusiva –Trinidad Martínez Arnalte (Torrebaja, 1941)-:

«Contaba mi padre –el señor Gregorio Martínez Gómez (1895-1986)- que durante la república, poco antes de la guerra, pasó por aquí un señor gobernador, [...]. El caso es que al llegar al Soto de Ademuz, donde la Casa Grande, vio en la fachada un cartel de ladrillo que decía Casa de la Inquisición, y comentó: ¿Esto qué hace ahí?, ¡Quítenlo! –y lo picaron-».
Del paisaje, alma del Rincón de Ademuz, Alfredo Sánchez Garzón

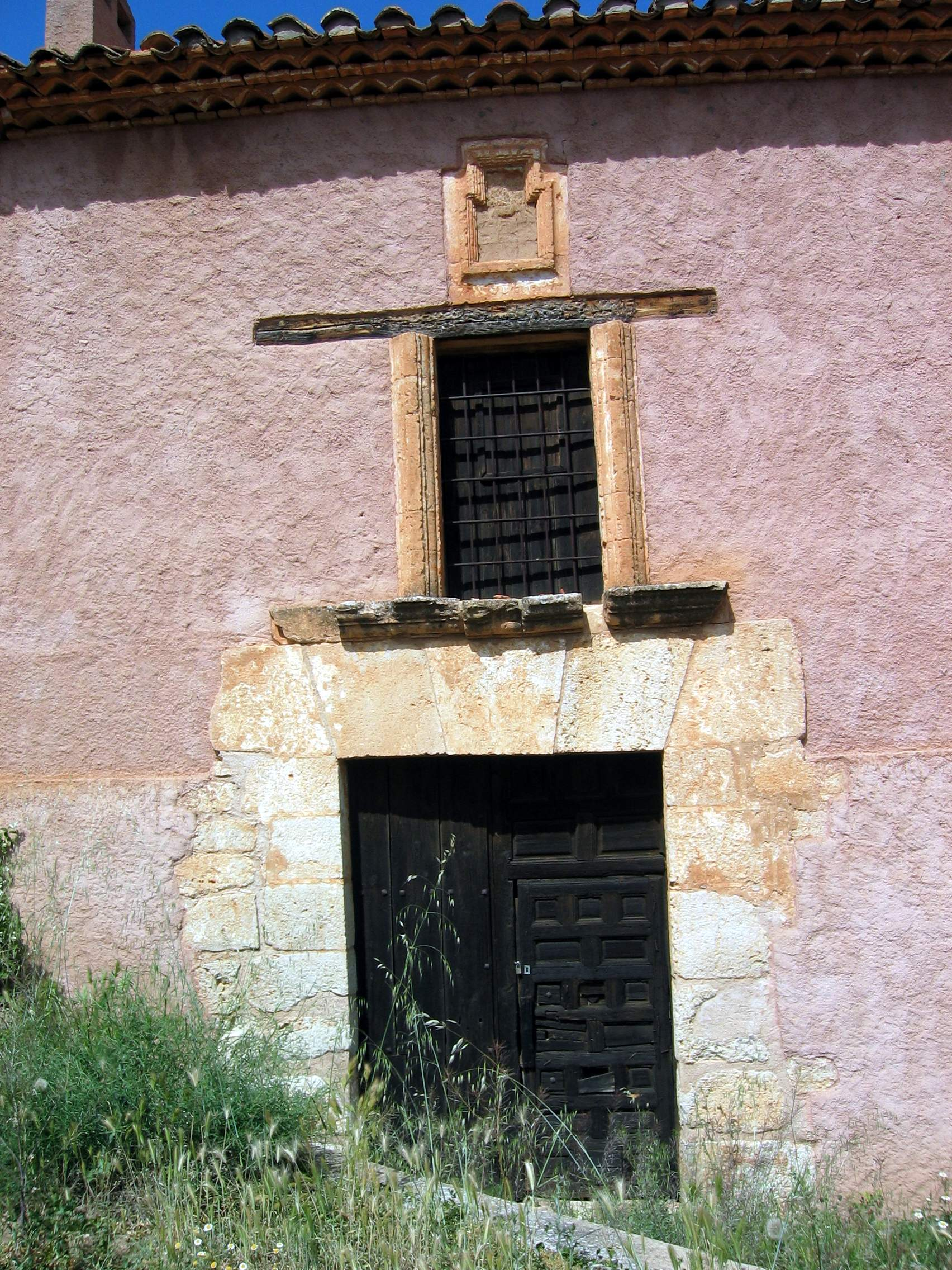
Vista frontal de la «Casa Grande» del Soto, Ademuz (Valenci), con detalle de la entrada, año 2015.

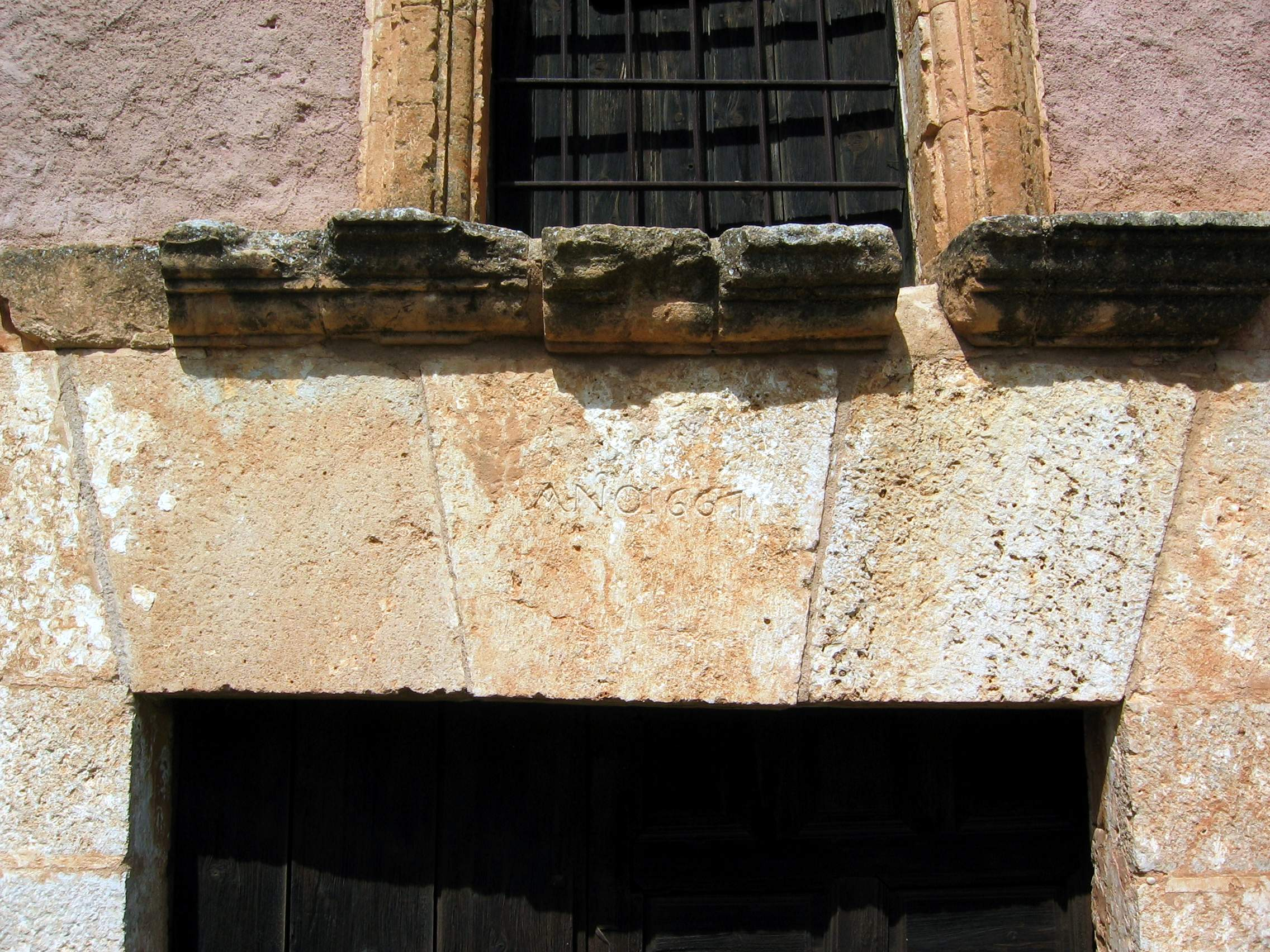
Detalle del arco recto de la entrada a la «Casa Grande» del Soto, Ademuz (Valencia), con el año de construcción: 1661.

En relación con el anterior existe otro testimonio –Antonio Romero Muñoz (Torrebaja, 1933)-: 

«Contaba mi suegro –el señor Abel Gimeno Tortajada (1907-1985)- que siendo su padre alcalde de Torrebaja –se refiere al señor Laureano Gimeno Manzano (1861-1938)- uno del Ayuntamiento de Torrebaja y otro del de Ademuz fueron a picar unos ladrillos cerámicos que había en una hornacina sobre la puerta de entrada de la Casa Grande del Soto en Ademuz. Los ladrillos tenía una inscripción que decía Casa de la Inquisición, o algo similar, todavía pueden verse restos de ladrillos en el hueco».
Del paisaje, alma del Rincón de Ademuz, Alfredo Sánchez Garzón

## Ubicación y estado
Las Casas del Soto se hallan a unos dos kilómetros de Ademuz, en posición septentrional respecto de la villa, ubicándose «en la transición entre el secano y el regadío», «en la ribera derecha del Turia». La antigua carretera de Ademuz a Los Santos (Castielfabib), pasaba bordeando por la parte de arriba la Casa Grande, entre esta y unos edificios fronteros.
El caserío se distribuye en varios núcleos, estando conformado por edificios separados, algunas viviendas, almacenes, eras y pajares, corrales y descubiertos: «En la actualidad se mantienen las casas aunque deshabitadas y parcialmente abandonadas», con la excepción de una habitada durante todo el año.
El edificio más notable es la mencionada «Casa de la Inquisición», una construcción de mediados del siglo XVII (1661) -año del nacimiento de Carlos II de España (1661-1700), el Hechizado-, lo que la hace una de las más antiguas de la comarca. Posee planta alargada, con el eje longitudinal de la cimera en posición este-oeste, y la fachada principal mirando a la villa de Ademuz. Sus muros son de mampostería ordinaria en la parte baja, con sillería en las esquinas. El cerramiento superior es de tapial o tierra cruda enlucido con mortero de yeso. la cobertura es a cuatro aguas, con teja árabe dispuesta en canal y cobija, y alero de doble saliente, basado en teja y ladrillo. Por la fachada septentrional el faldón del tejado se alarga hasta cubrir parcialmente una construcción anexa.
La fachada principal luce un sencillo barroco, con jambaje en piedra labrada y tres dovelas formando arco recto; en la vertical de la puerta, sobre el arco hay un ventanal rejado con la repisa torneada y un madero por dintel. Sobre este se halla la hornacina de bordes labrados donde presuntamente se hallaban los ladrillos con la inscripción alusiva al Santo Oficio. Repartida actualmente entre varios propietarios, la casona se salvó de ser demolida en los años noventa del siglo XX, merced a las gestiones de uno de ellos ante la autoridad competente, pues se hallaba afectada por el nuevo trazado de la CN-330 de Ademuz a Los Santos, Castielfabib.
El edificio de la Casa Grande, por su antigüedad y características arquitectónicas está declarado Bien Inmueble de Relevancia Local (BIRL).

## Galería

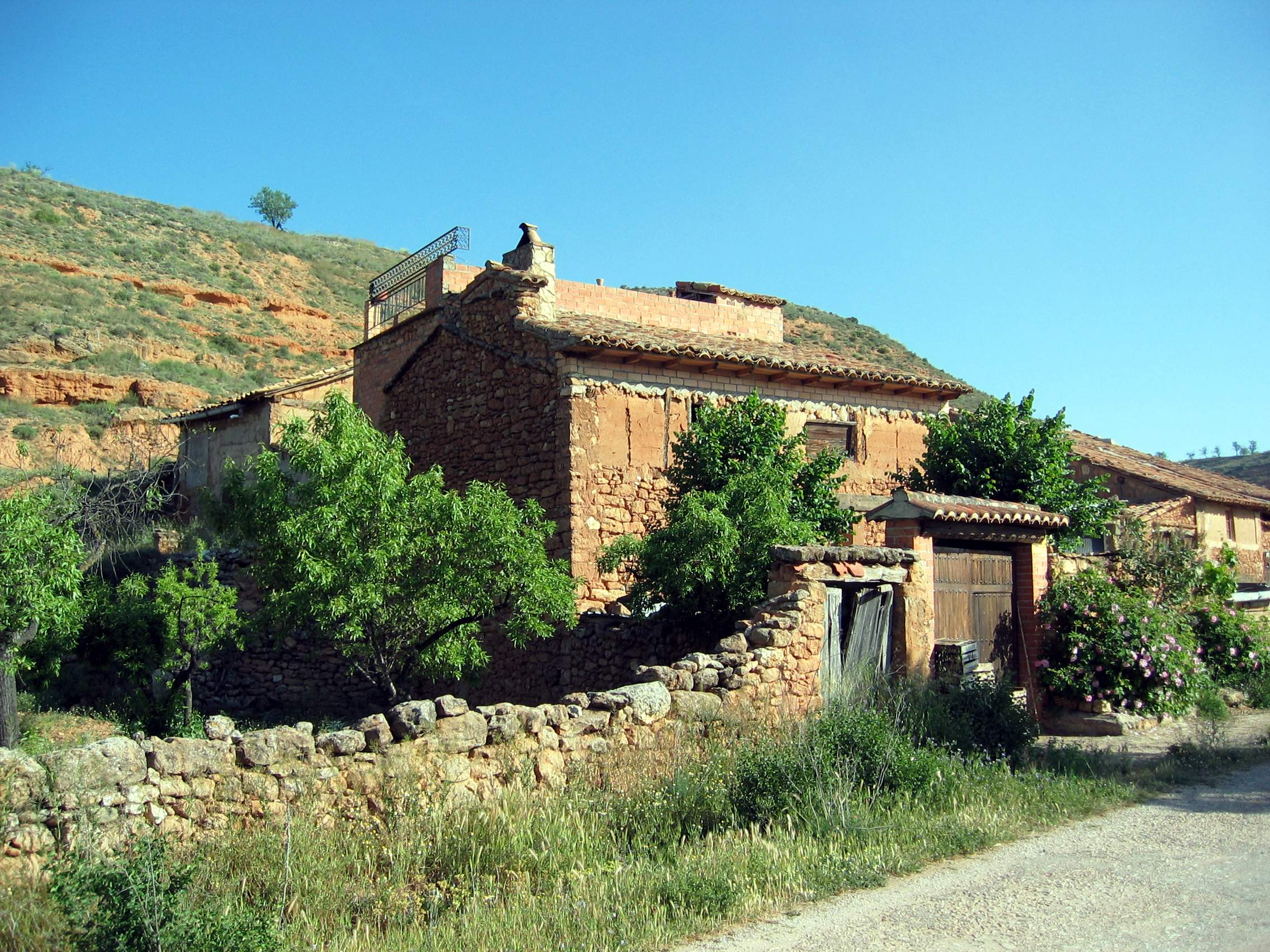
Vista parcial de las «Casas del Soto», Ademuz (Valencia), con detalle de construcciones tradicionales, año 2015.
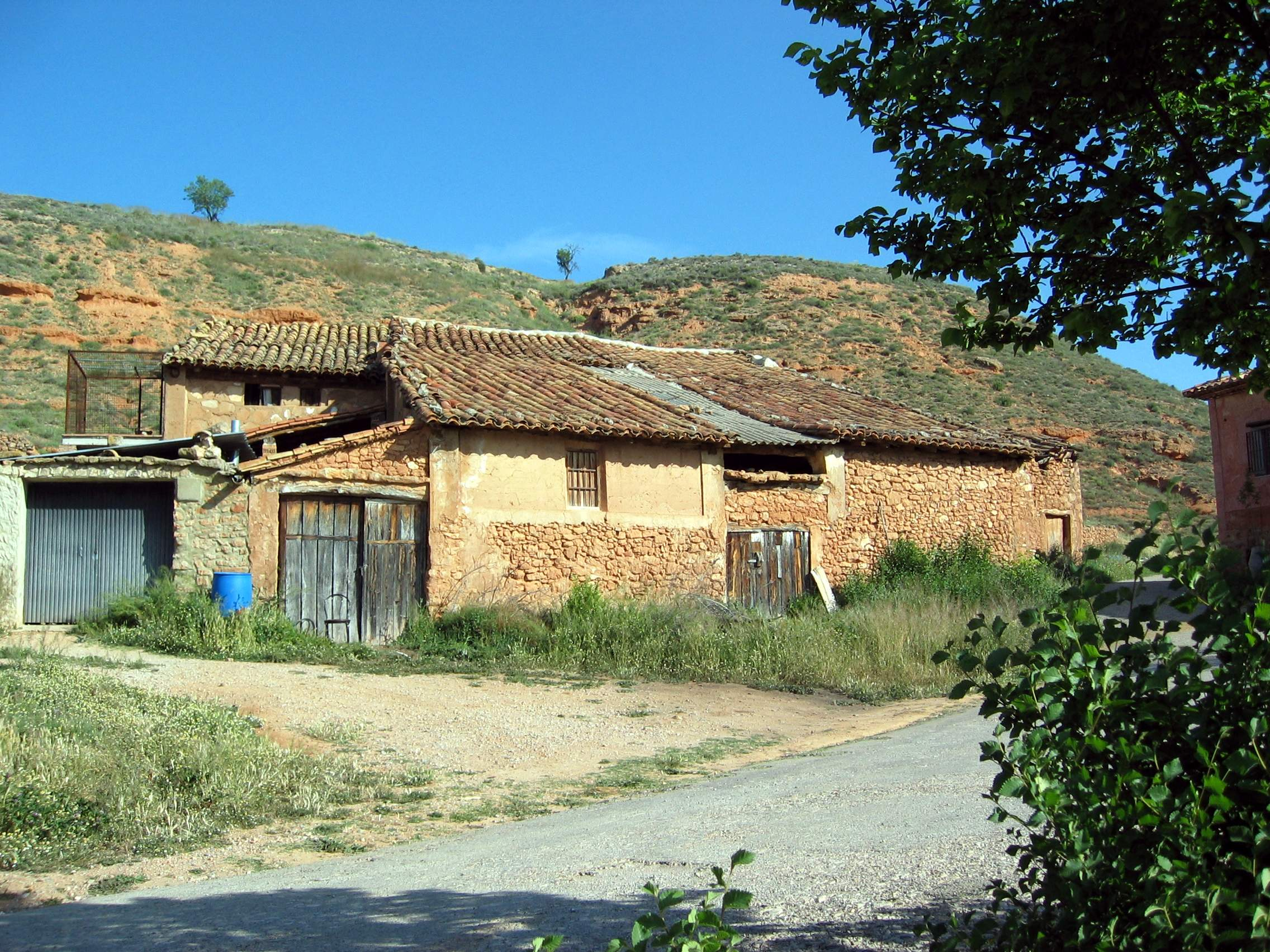
Vista parcial de las «Casas del Soto», Ademuz (Valencia), con detalle de construcciones tradicionales, año 2015.
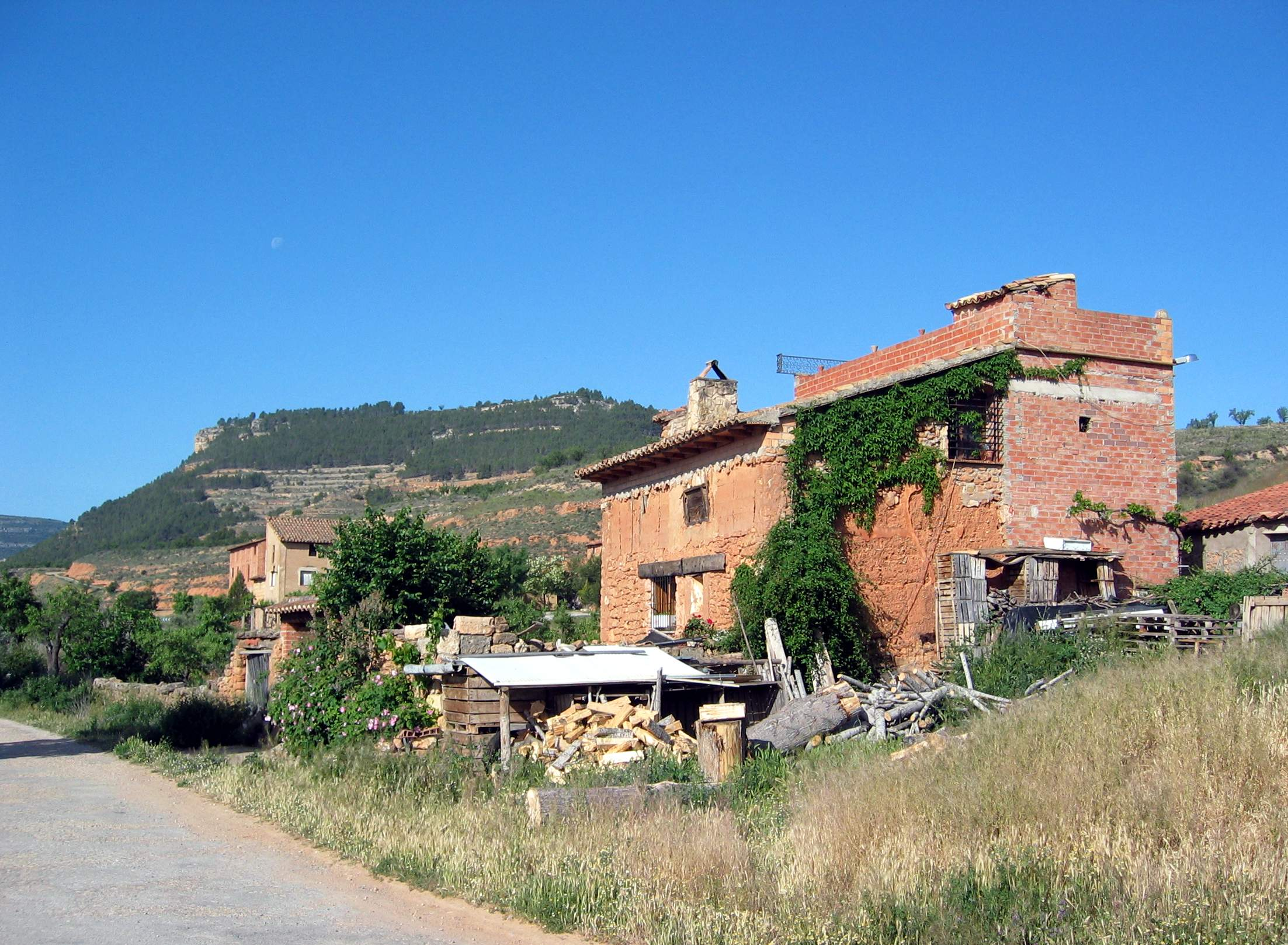
Vista parcial de las «Casas del Soto», Ademuz (Valencia), con detalle de construcciones tradicionales, año 2015.
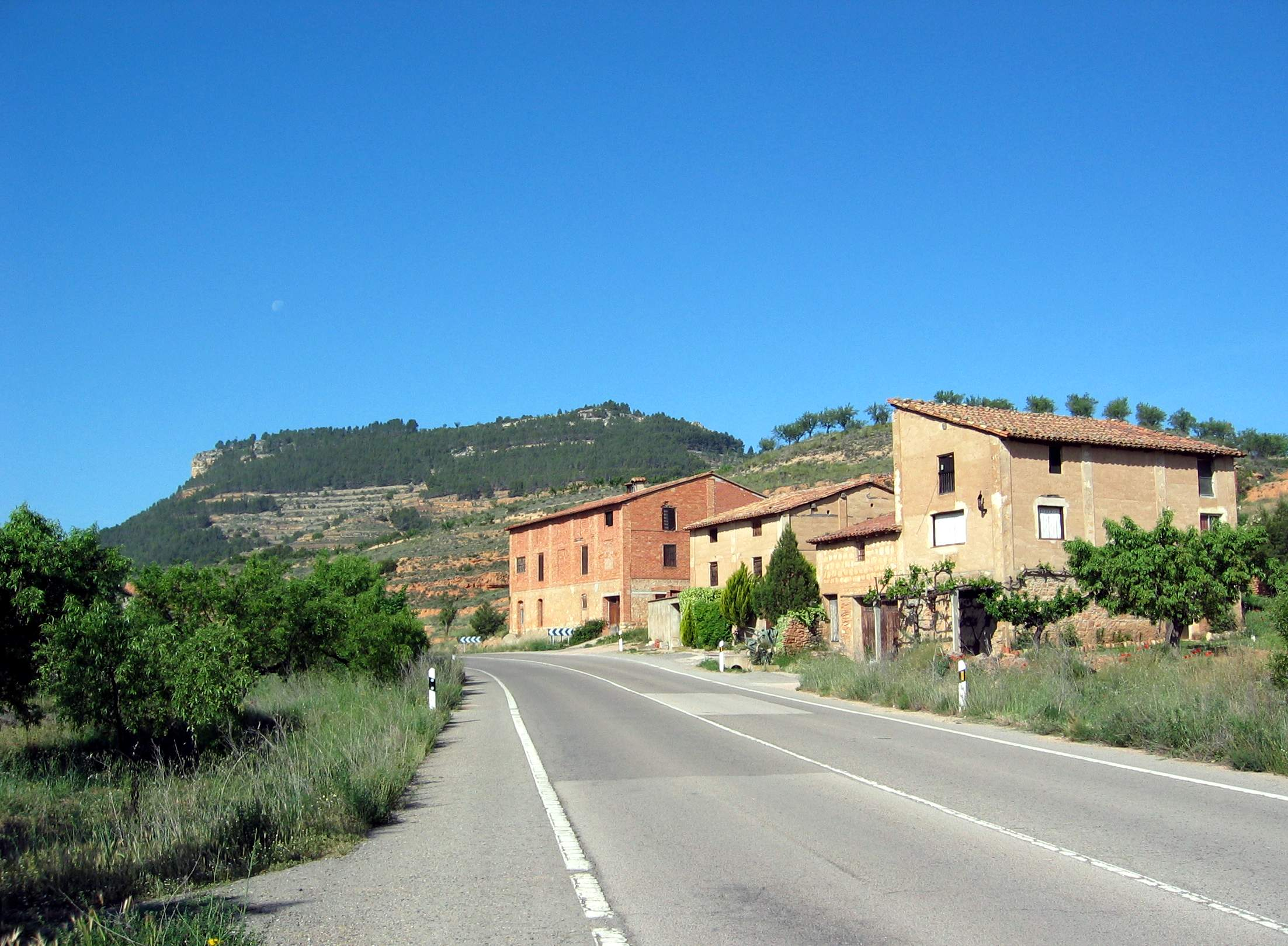
Vista parcial de las «Casas del Soto», Ademuz (Valencia), con detalle de la nueva carretera, año 2015.